# Biancavilla
Biancavilla ist eine Stadt der Metropolitanstadt Catania in der Autonomen Region Sizilien in Italien mit 22.962 Einwohnern (Stand 31. Dezember 2023).

## Lage und Daten
Biancavilla liegt 33 Kilometer nordwestlich von Catania an den südwestlichen Hängen des Ätnas. Die Einwohner arbeiten neben der Landwirtschaft auch in der Möbel- und Bekleidungsindustrie.
Die Nachbargemeinden sind Adrano, Belpasso, Bronte, Centuripe (EN), Nicolosi, Paternò, Randazzo und S. Maria di Licodia.

## Geschichte
Der Ort wurde 1488 von Arbëresh aus der heute griechischen Region Epirus gegründet. Sie sollen auf der Flucht im damals brach liegenden Gebiet der heutigen Stadt gerastet haben. Die Legende besagt, sie hätten ein Bild der Gottesmutter Maria bei sich gehabt und es während der Rast an einen Feigenbaum gehängt. Am nächsten Morgen soll das Bild von Ästen des Baumes umklammert gewesen sein, woraufhin die Flüchtlinge beschlossen, um Erlaubnis zu bitten, hier zu siedeln, was ihnen am 8. Januar 1488 durch die aragonesischen Statthalter Santapau und Centelles gestattet wurde. Der Name Biancavilla stammt aus dem Jahre 1599. Vor der Gründung hieß die Gegend Callicari oder Poggio Rosso, anfangs zunächst Albavilla. „Casalis Callicaris“ heißt sie in einem Schreiben von 20. April 1542, in dem der Bischof der Region dem Priester Papodato Andrea die Erlaubnis erteilt, eine Messe zu feiern.
Höchstwahrscheinlich rührt der heutige Name Biancavilla vom Grafen von Adrano Francesco Moncada her, der die Ortschaft zur Ehrung der Königin Bianca von Navarra so benannte.

## Sehenswürdigkeiten
Die Pfarrkirche stammt aus dem 18. Jahrhundert. Im Inneren befindet sich eine spätbyzantinische Ikone der Santa Maria dell’Elemosina. Die Kirche, der Glockenturm und die Fassade wurde von 1889 bis 1900 erbaut. Im Inneren der Kirche San Francesco befinden sich Gemälde aus dem 18. Jahrhundert.

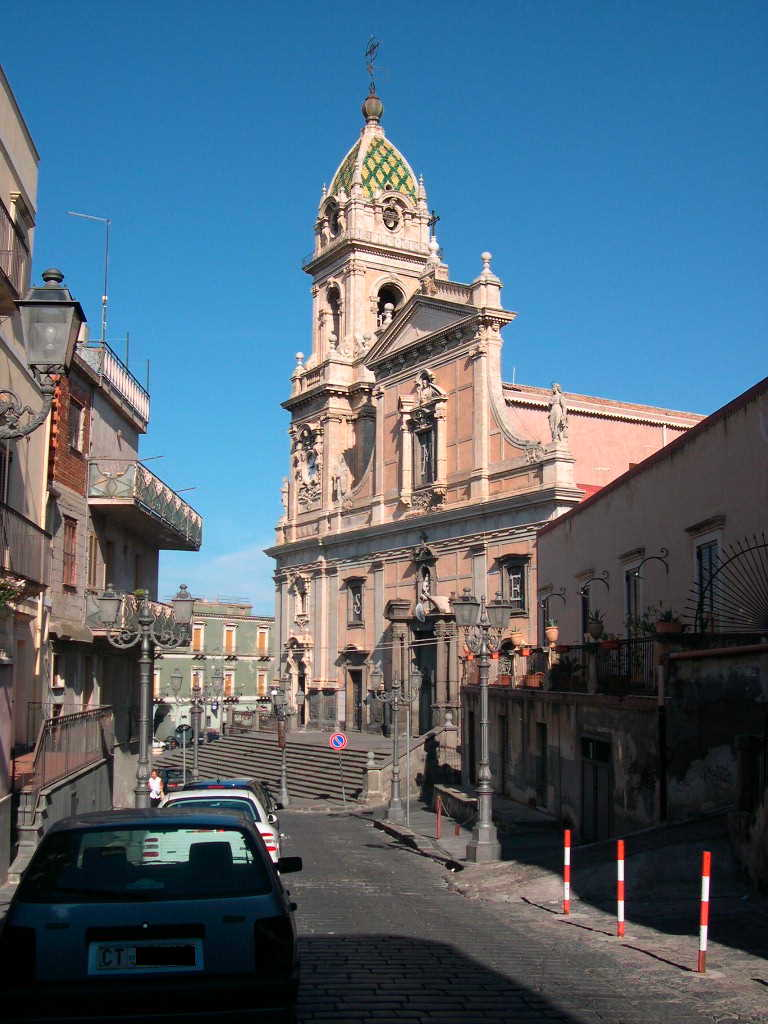
Kirche Maria santissima dell’Elemosina von Sada
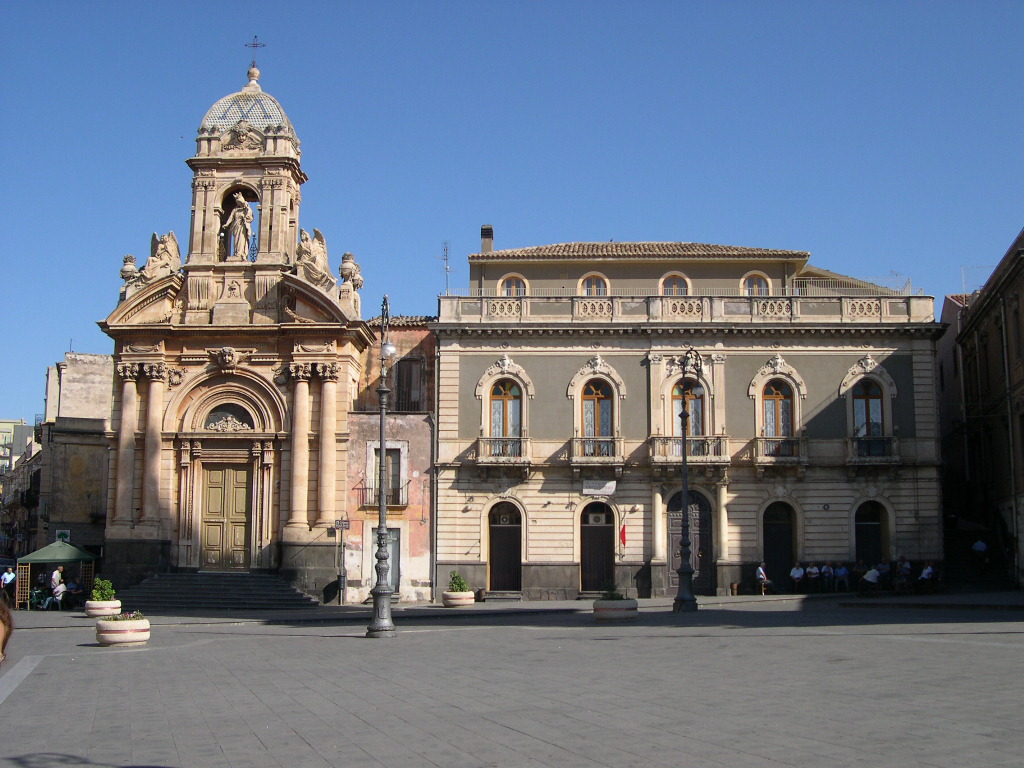
Il Rosario. Architekt Sada